# Dolina Kozia

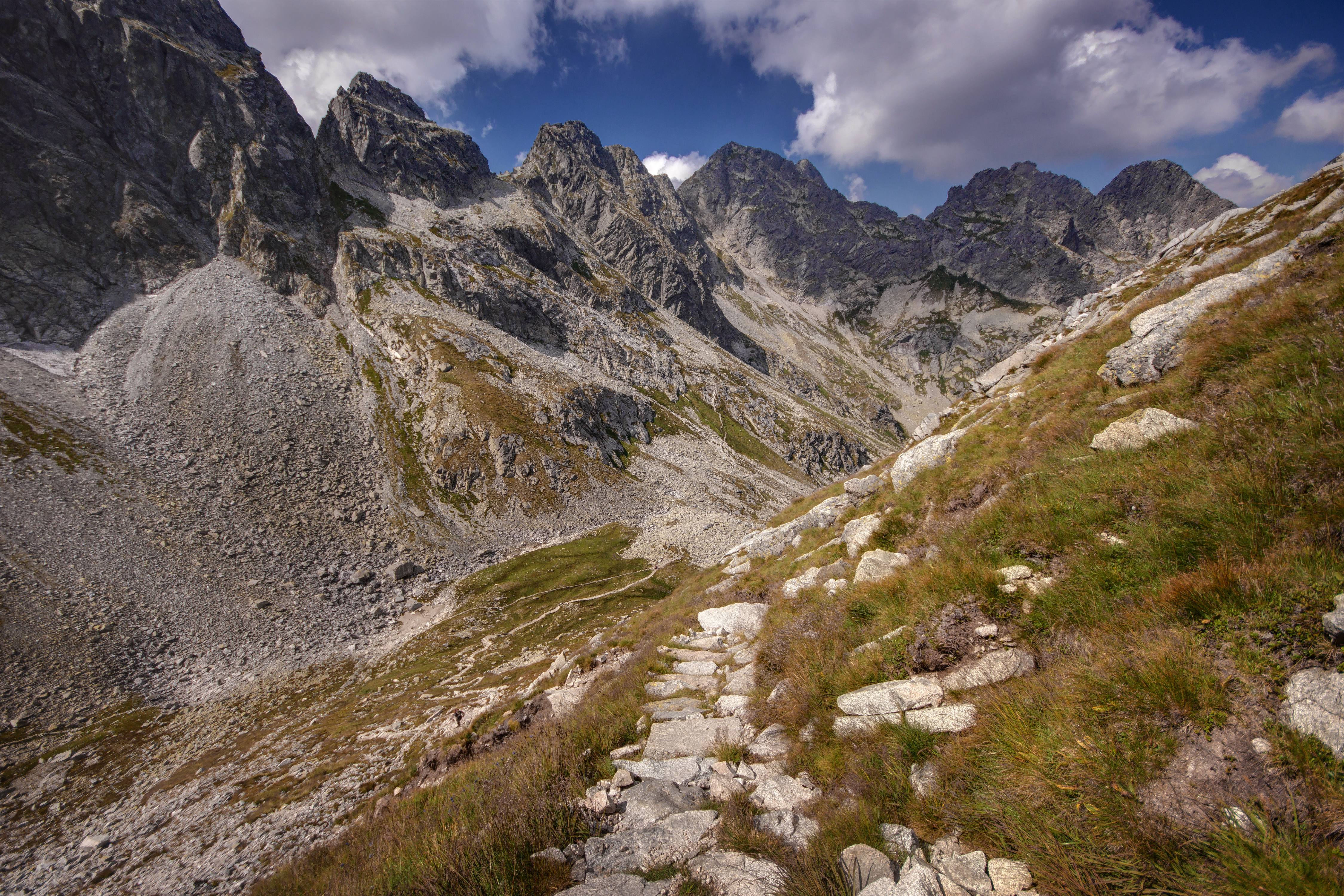
Blick vom grünen Wanderweg

Das eiszeitlich durch Gletscher geformte Hängetal Dolina Kozia, auch Dolinka Kozia genannt, ist ein Karkessel, der südlich des östlich gelegenen Tals Dolina Czarna Gąsienicowa, das wiederum ein Seitental des Tals Dolina Suchej Wody Gąsienicowej ist, in der polnischen Hohen Tatra in der Woiwodschaft Kleinpolen liegt. Es liegt unterhalb der Gipfel der Südlichen Granatenspitze (Zadni Granat) und der Polnischen Kapelle (Kościelec) ca. 100 Meter oberhalb des Bergsees Polnischer Gefrorener See (Zmarzły Staw Gąsienicowy).

## Geographie
Der Talkessel hat einen Durchmesser von mehreren hundert Metern und ist von über 2200 Meter hohen Bergen umgeben, insbesondere vom Massiv des Kościelec. Oberhalb des Kessels befindet sich der Höhenweg Orla Perć.

## Etymologie
Der Name leitet sich von den im Tal grasenden wilden Gämsen ab. Er lässt sich als Gämsental übersetzen.

## Flora und Fauna
Das Tal liegt oberhalb der Baumgrenze. Das Tal ist Rückzugsgebiet für Gämsen, Murmeltiere und Steinadler.

## Klima
Im Tal herrscht Hochgebirgsklima.

## Tourismus
Im Tal befinden sich drei Wanderwege. 
- ▬ Ein gelb markierter Wanderweg vom Bergsee Polnischer Gefrorener See auf den Bergpass Gemsenscharte (Kozia Przełęcz).
- ▬ Ein grün markierter Wanderweg vom Bergsee Polnischer Gefrorener See auf die Südliche Granatenspitze.
- ▬ Ein schwarz markierter Wanderweg zweigt von dem ▬ grün markierten Wanderweg auf den Bergpass Schwarzwandscharte (Przełączka nad Dolinką Buczynową) ab.

Oberhalb des Tals führt der Höhenweg Orla Perć, den man auf markierten Wanderwegen vom Tal erreichen kann.

## Panorama

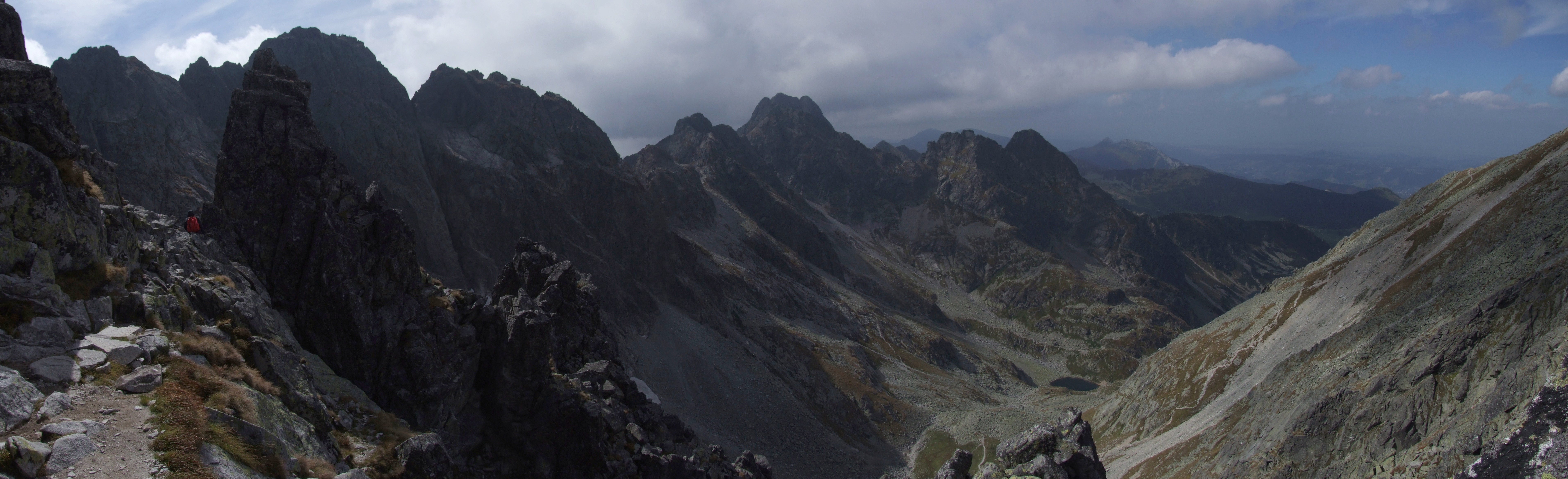
Blick von den Gipfeln der Granaty auf dem Höhenweg Orla Perć ins Tal